# Banu Amir
Los Banu Amir (en árabe: بنو عامر‎, romanizado: Banū ʿĀmir) fue una antigua y extensa tribu árabe originaria de Arabia occidental, que dominó durante siglos la región de Néyed tras el surgimiento del Islam. Es una tribu árabe adnanita y su linaje se remonta a Adnan e Ismael hijo de Abraham a través de Hawazin, y su tierra natal original era la zona fronteriza entre Néyed y Hiyaz en Khurmah y Ranyah. Aunque los Banu Amir estuvieron involucrados en una larga guerra con los Coraichitas antes de la aparición del Islam (que se manifestó en particular con la Guerra de Fijar), se caracterizó por prestar lealtad tardía a Mahoma y sus sucesores inmediatos. Tuvo varios poetas árabes conocidos, el más famoso de los cuales fue Labid ibn Rabi'ah, autor de uno de los Mu'allaqat. Otros poetas incluyeron a Amir ibn al-Tufayl, un importante jefe tribal; al-Ra'i al-Numayri, oponente de Jarir ibn Atiyah; y la poeta Layla al-Akhyaliyyah. Los protagonistas de la saga romántica de Layla y Majnún, Qays y Layla, también pertenecían a esta tribu.

## Ramas

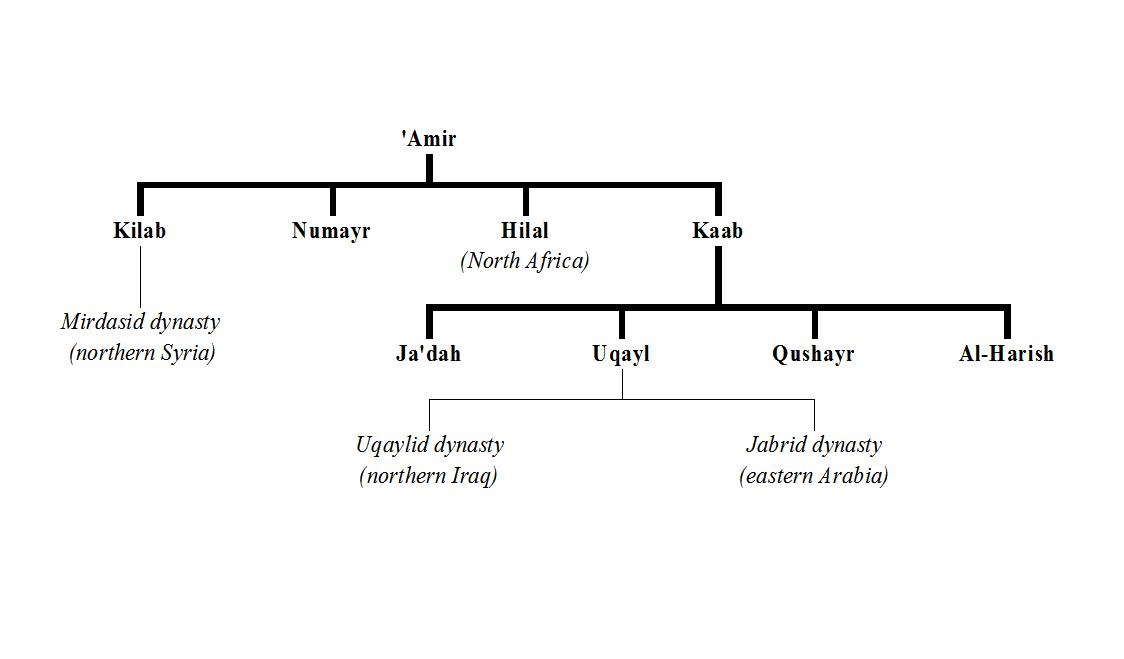
Una genealogía de las tribus derivadas de Banu 'Amir ibn Sa'sa'ah

Las principales tribus que constituyeron esta confederación fueron las siguientes:
- Banu Kilab: descendientes de Kilab ibn Rab'iah ibn 'Amir ibn Sa'sa'a ibn Mu'awiyah ibn Bakr ibn Hawazin. Tribu beduina que vivía en el oeste de Néyed y que dirigió la confederación Banu Amir antes del Islam. Al igual que otras tribus ameríes, se aliaron con el movimiento cármata árabe oriental y luego llegaron a dominar Arabia central después de la desaparición de los Cármatas. Más tarde, la tribu emigró hacia el norte, a Siria, y estableció allí brevemente la dinastía Mirdasid y parece haberse asentado y dispersado entre la población nativa durante el período mameluco.
- Numáirida: una tribu mayoritariamente beduina que vivía en las fronteras occidentales de la región de al-Yamama y era aliada de la dinastía omeya. Partieron hacia las orillas del río Éufrates en Irak después de una campaña militar abasí del siglo IX contra ellos en al-Yamama.
- Banu Ka'b: esta rama era la más grande y estaba dividida en cuatro tribus: Uqaylí, Banu Ja'dah, Banu Qushayr y Al Harish. Todas eran nativas de al-Yamama, particularmente del sur de esta región, e incluían tanto a pastores beduinos como a agricultores asentados. De las cuatro la Uqaylí era, con diferencia, la más grande y poderosa. Tras partir hacia el norte de Irak a finales de la era abasí, los beduinos establecieron la dinastía Uqáylida en Mosul (siglo V islámico). Posteriormente, sectores de la tribu regresaron a Arabia, instalándose en la provincia de Bahrein, donde dieron origen a las dinastías Usfurid y Jabrid. Varios grupos tribales de Irak se originaron a partir de los Uqaylí, incluidos los Tutub, Ubadah y al-Muntafiq. Otras ramas de la tribu Kaab abandonaron las regiones de al-Yamama y Néyed en fecha posterior y se establecieron a ambos lados del Golfo Pérsico. Ahora se les conoce como Bani Ka'b y en su mayoría viven en la región de Ahvaz en Irán, Emiratos Árabes Unidos e Irak.
- Banu Hilal: probablemente la tribu amirí más conocida, fueron reclutados por los gobernantes fatimíes de Egipto en el siglo XI y partieron hacia el Alto Egipto antes de invadir el norte de África en lo que más tarde se convirtió en una famosa saga en el mundo árabe. En 1535, el gobernante Ibn Radwan colaboró con España en un ataque a la ciudad de Tremecén. El proyecto consistía en sustituir al sultán Mohammed ash-Sheikdh por el hermano menor de Ibn Radwan, Abd Allah. Las tribus Banu Rashid bajo el mando del sultán Mohammed se opusieron a ellos, y las fuerzas españolas fueron sitiadas en la fortaleza de Tibda y, a excepción de 70 prisioneros, exterminadas.[1]

Además de las tribus Uqáylida de Irak, las tribus modernas de Subay', los Suhool en Néyed y algunas secciones de Bani Khalid remontan su linaje a Banu Amir.

## Campañas militares durante la era de Mahoma
La tribu estuvo involucrada en un conflicto militar con Mahoma. Cuatro meses después de la batalla de Uhud, una delegación encabezada por Abu Bara se presentó en Medina ante Mahoma y le entregó un regalo que este se negó a aceptar porque procedía de un politeísta y antes pidió a Abu Bara que abrazara el Islam. Este solicitó a Mahoma que enviara algunos musulmanes al pueblo de Néyad para llamarlos al Islam. Al principio, Mahoma estaba bastante preocupado por esto, ya que temía que estos misioneros musulmanes pudieran sufrir algún daño, y ante la vacilación de Mahoma, Abu Bara garantizó la seguridad de sus emisarios.
El erudito musulmán Al-Tabari describe el evento de la siguiente manera:
 

El Mensajero de Alá se negó a aceptarlo y dijo: «Abu Bara', no acepto regalos de politeístas, así que conviértete en musulmán si quieres que lo acepte». Luego expuso el Islam y le explicó sus ventajas para él y las promesas de Alá a los creyentes, y le recitó el Corán. No aceptó el Islam, pero no estuvo lejos de hacerlo, diciendo: «Mahoma, este asunto tuyo al que me llamas es bueno y hermoso. Si enviaras a algunos de tus compañeros a la gente de Néyed para llamarlos a tu religión, espero que te respondan.»
El Mensajero de Alá dijo: «Temo que la gente de Néyed les haga algún daño». Abu Bara' respondió: «Garantizaré su protección, así que envíalos a llamar a la gente a tu religión. Entonces el Mensajero de Alá envió a al-Mundhir b. `Amr»
[Tabari Volumen 7, pág. 151]  

La biografía de Ibn Ishaq afirma que les enviaron cuarenta hombres; pero Sahih al-Bukhari afirma que había setenta (Al-Mundhir bin 'Amr, uno de los Banu Sa'ida, apodado 'Liberados para morir') que comandaban ese grupo, que eran los mejores y más eruditos en el Corán y la jurisprudencia.
Mahoma también ordenó la expedición de Shuja ibn Wahb al-Asadi en junio de 629 con el propósito de atacar a la tribu Banu Amir para saquear camellos. 